# Portulaca macrorhiza
Portulaca macrorhiza är en portlakväxtart som beskrevs av Geesink. Portulaca macrorhiza ingår i släktet portlaker, och familjen portlakväxter. Inga underarter finns listade i Catalogue of Life.